# Ferdinando I di Bulgaria
Ferdinando I di Bulgaria (in bulgaro Фердинанд I Сакскобургготски?, traslitterato in Ferdinand I Sakskoburggotski; Vienna, 26 febbraio 1861 – Coburgo, 10 settembre 1948) è stato il principe reggente dal 1887 al 1908, e zar di Bulgaria dal 1908 al 1918, nonché un noto appassionato di botanica e filatelia.

## Biografia

### I primi anni e la famiglia
Nato dal ramo Koháry della famiglia ducale di Sassonia-Coburgo-Gotha, Ferdinando venne educato nell'ambiente cosmopolita dell'alta nobiltà dell'Impero austro-ungarico. La sua casata, i Koháry, era di origini slovacche ed era molto facoltosa, possedendo vaste proprietà come il castello di Čabraď e la città di Sitno. Alle loro proprietà si aggiunse la dote in appannaggio della principessa Clementina d'Orléans, madre di Ferdinando e figlia del sovrano francese Luigi Filippo di Francia. Suo padre, il principe Augusto di Sassonia-Coburgo-Kohary, era fratello del re Ferdinando II del Portogallo ed era cugino del re Leopoldo I del Belgio e della regina Vittoria. Curiosamente, tra gli antenati di Ferdinando, sia per parte di padre che per parte di madre, vi erano degli antichi governanti della Bulgaria, fatto che lo rese candidato ideale per quel trono.

### Principe di Bulgaria

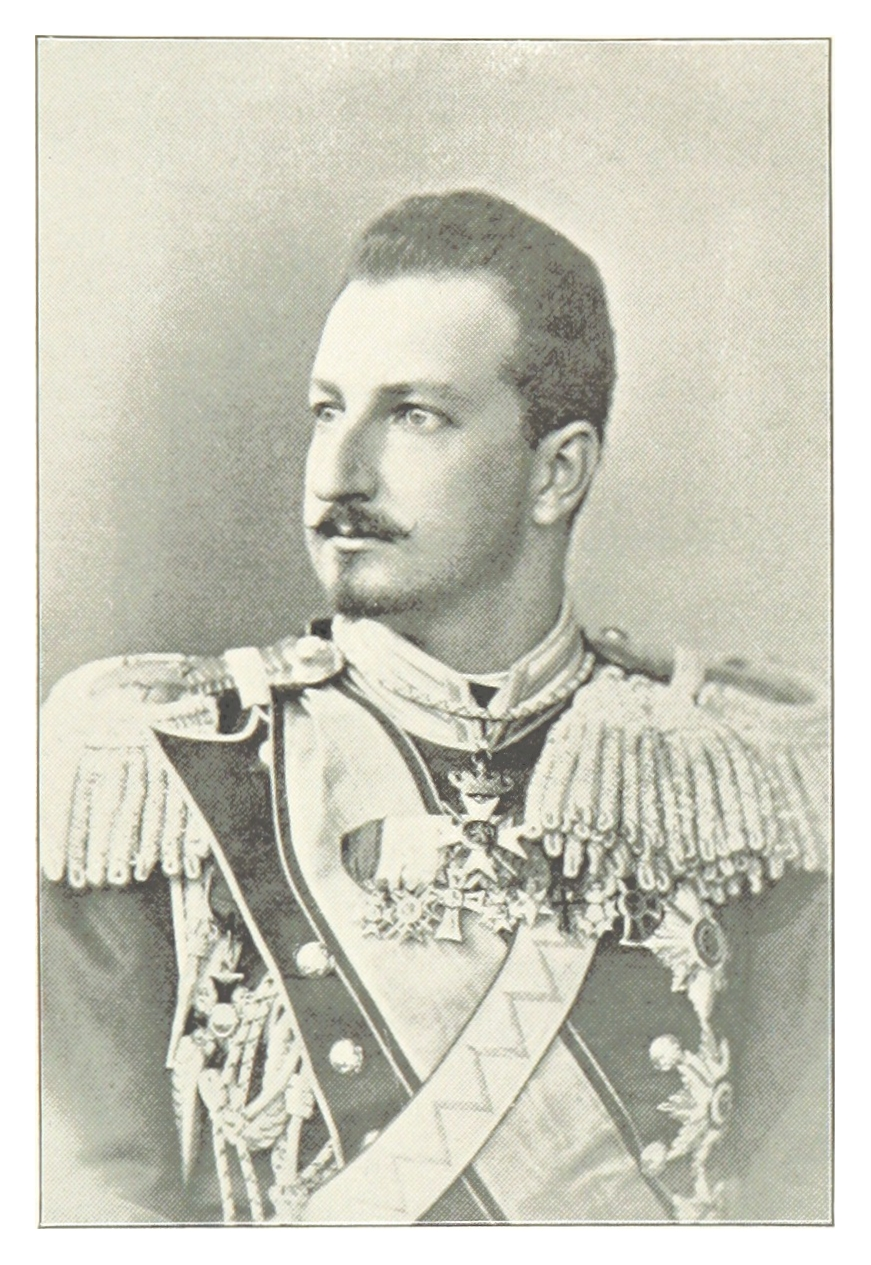
Il principe Ferdinando I di Bulgaria.

Nel 1886 il primo principe (knjaz) di Bulgaria, Alessandro di Battenberg, venne deposto appena sette anni dopo la sua elezione.
Ferdinando, che all'epoca era ufficiale nell'esercito austro-ungarico, venne eletto quale nuovo principe dello stato autonomo di Bulgaria dalla locale Assemblea Nazionale il 7 luglio 1887 col nome di Ferdinando I. La sua elezione fu l'atto finale di una lunga ricerca da parte del regno bulgaro di un successore, titolo che venne offerto a diversi regnanti, dalla Danimarca ai regni caucasici, e persino al sovrano di Romania, sempre nella speranza di prevenire un'occupazione russa dell'area. Forse anche per questo motivo, la sua incoronazione fu salutata con una certa freddezza da gran parte delle casate reali d'Europa. La regina Vittoria, sua lontana cugina, disse di lui al suo Primo Ministro, sottolineando la sua omosessualità:
Tuttavia, nonostante i suoi numerosi detrattori, il principato di Ferdinando si rivelò un periodo di grandi conseguimenti politici per la Bulgaria. In particolare la politica interna del regno venne dominata, soprattutto nei suoi primi anni di principato, dal leader liberale Stefan Stambolov, la cui politica estera era tesa soprattutto ad un graduale allontanamento dalla Russia, fino ad allora considerata la nazione protettrice della Bulgaria.
Successivamente, la caduta in disgrazia di Stambolov, ed il suo assassinio nel 1895, riportarono ad un nuovo mutamento di rotta nelle relazioni con la Russia e ad un riavvicinamento, che venne sancito con la conversione del principe Boris, erede al trono bulgaro, al Cristianesimo ortodosso. Questa mossa, apparentemente insignificante sul piano politico, riuscì a smuovere infatti le animosità dei parenti cattolici di Ferdinando, ed in particolare di suo zio, l'imperatore Francesco Giuseppe I d'Austria.

### Zar di Bulgaria

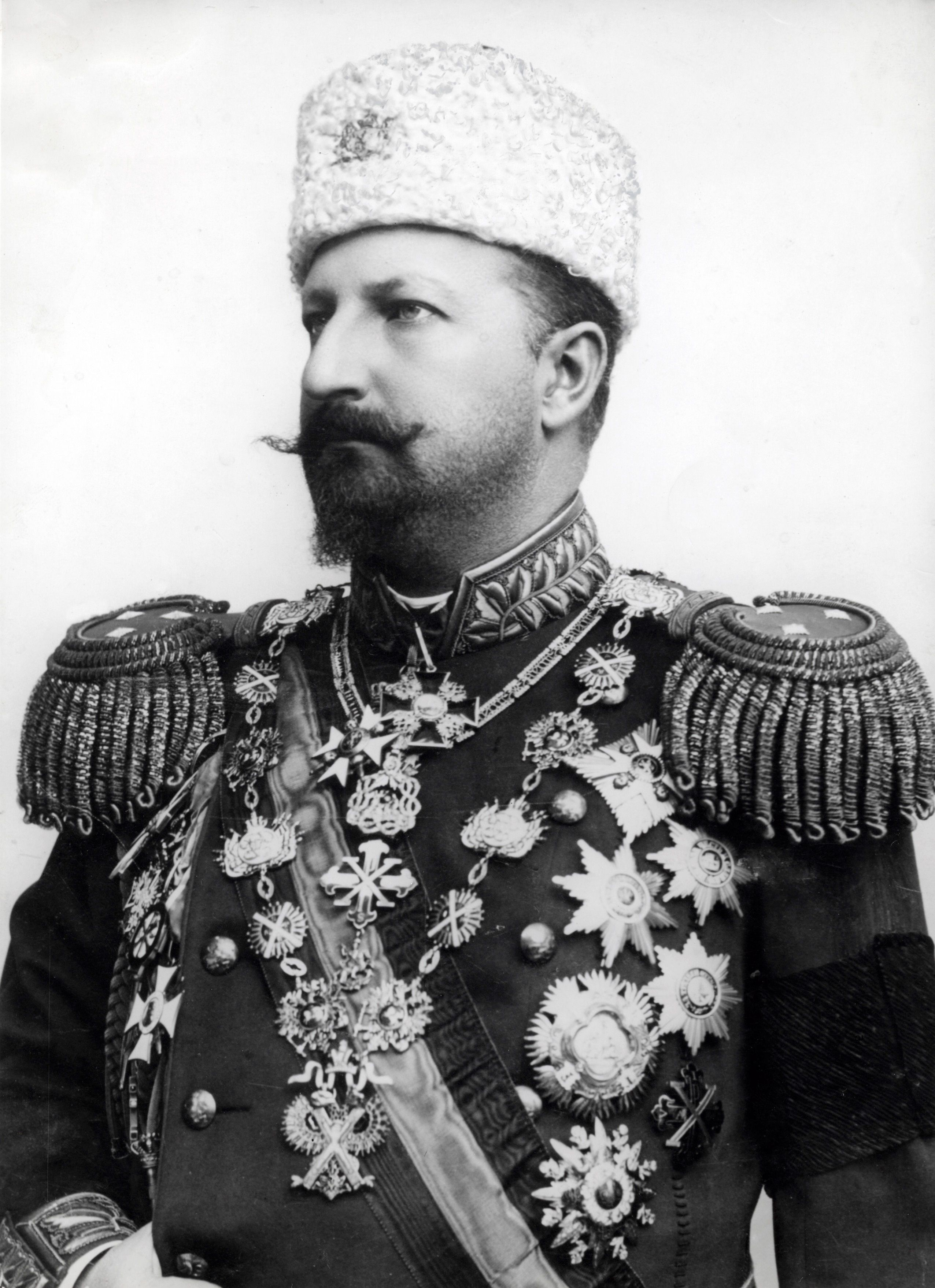
Lo zar Ferdinando I di Bulgaria.

Con la proclamazione de jure dell'indipendenza della Bulgaria dall'Impero ottomano il 5 ottobre 1908 (sebbene il paese fosse de facto indipendente dal 1878), Ferdinando venne acclamato con il titolo di Zar di Bulgaria, con la proclamazione celebrata nella chiesa dei Quaranta Martiri (in lingua bulgara Sv. Četirideset mačenici) a Veliko Tărnovo, ed accettata e riconosciuta sia dalla Turchia che da tutte le monarchie europee.

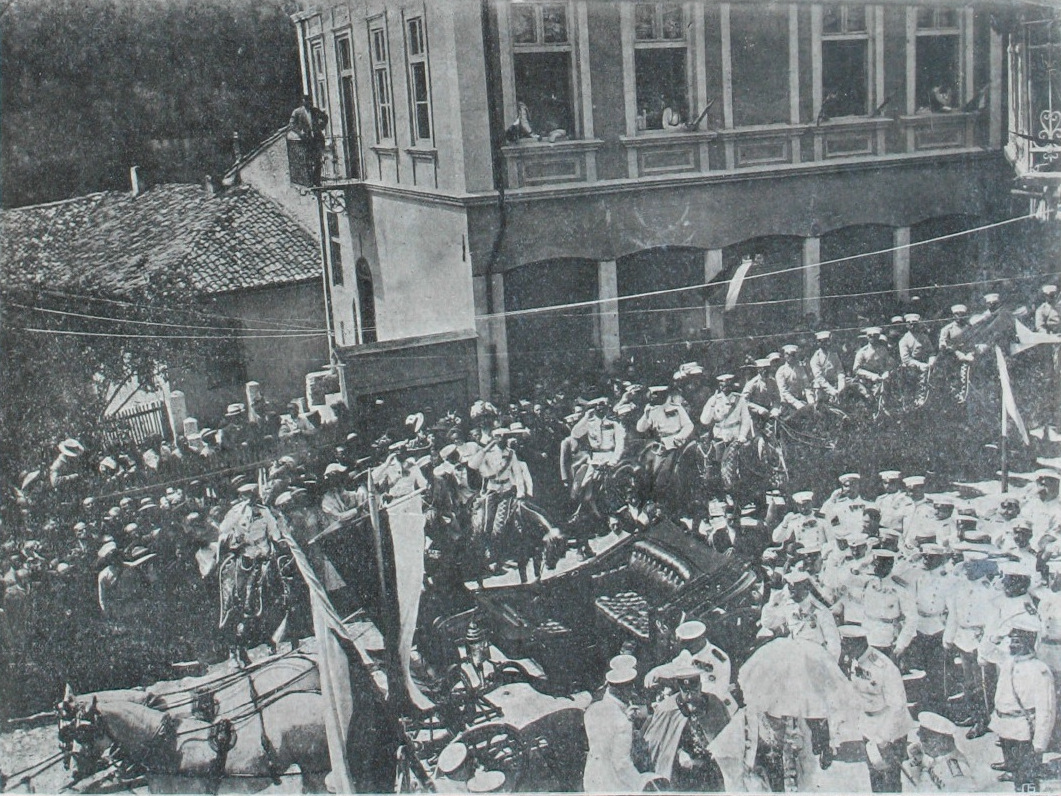
Ferdinando all'apertura dell'Assemblea nazionale del regno bulgaro, nel 1911.

Ferdinando era divenuto negli anni un sovrano amato dal suo popolo, anche per il carattere cordiale ed aperto. Durante una visita all'imperatore tedesco Guglielmo II, suo cugino di secondo grado, nel 1909, Ferdinando si stava affacciando ad una finestra del palazzo di Potsdam quando l'imperatore gli arrivò alle spalle e lo sculacciò scherzosamente. Ferdinando rimase offeso del gesto e costrinse l'imperatore poi a scusarsi, salvo poi attuare la sua vendetta personale disdicendo alcuni contratti per la fornitura di armi con la ditta Krupp di Essen, preferendole invece la manifattura francese della Schneider-Creusot. Un altro incidente diplomatico si verificò in occasione della sua visita in Inghilterra per partecipare ai funerali del suo cugino di secondo grado, il re Edoardo VII, nel 1910, quando ebbe dei contrasti con l'arciduca Francesco Ferdinando d'Austria per una questione di posti a sedere sul treno che li stava portando a destinazione. Il 15 luglio di quello stesso anno, durante una visita in Belgio, Ferdinando si distinse per essere il primo capo di Stato a viaggiare in aeroplano.

### Le guerre balcaniche
Come molti altri governanti ortodossi prima di lui, Ferdinando aveva il "sogno di una nuova Bisanzio". Nel 1912 Ferdinando aderì con altri stati balcanici all'attacco all'Impero ottomano per conquistare i territori occupati dagli islamici. Egli vide in questo progetto una nuova crociata, definendola "un giusto, grande e sacro conflitto della Croce contro la Mezzaluna." La Bulgaria contribuì grandemente all'esito finale delle guerre balcaniche con le perdite maggiori di uomini. Le grandi potenze insistevano per la creazione di uno stato albanese indipendente. Poco dopo, la Bulgaria attaccò Serbia e Grecia e venne attaccata dalla Romania e dall'Impero ottomano per essere quindi sconfitta. Ad ogni modo, il Trattato di Bucarest del 1913 concesse alla Bulgaria alcuni ampliamenti territoriali, tra cui una piccola parte di accesso al Mar Egeo.

### La prima guerra mondiale e l'abdicazione

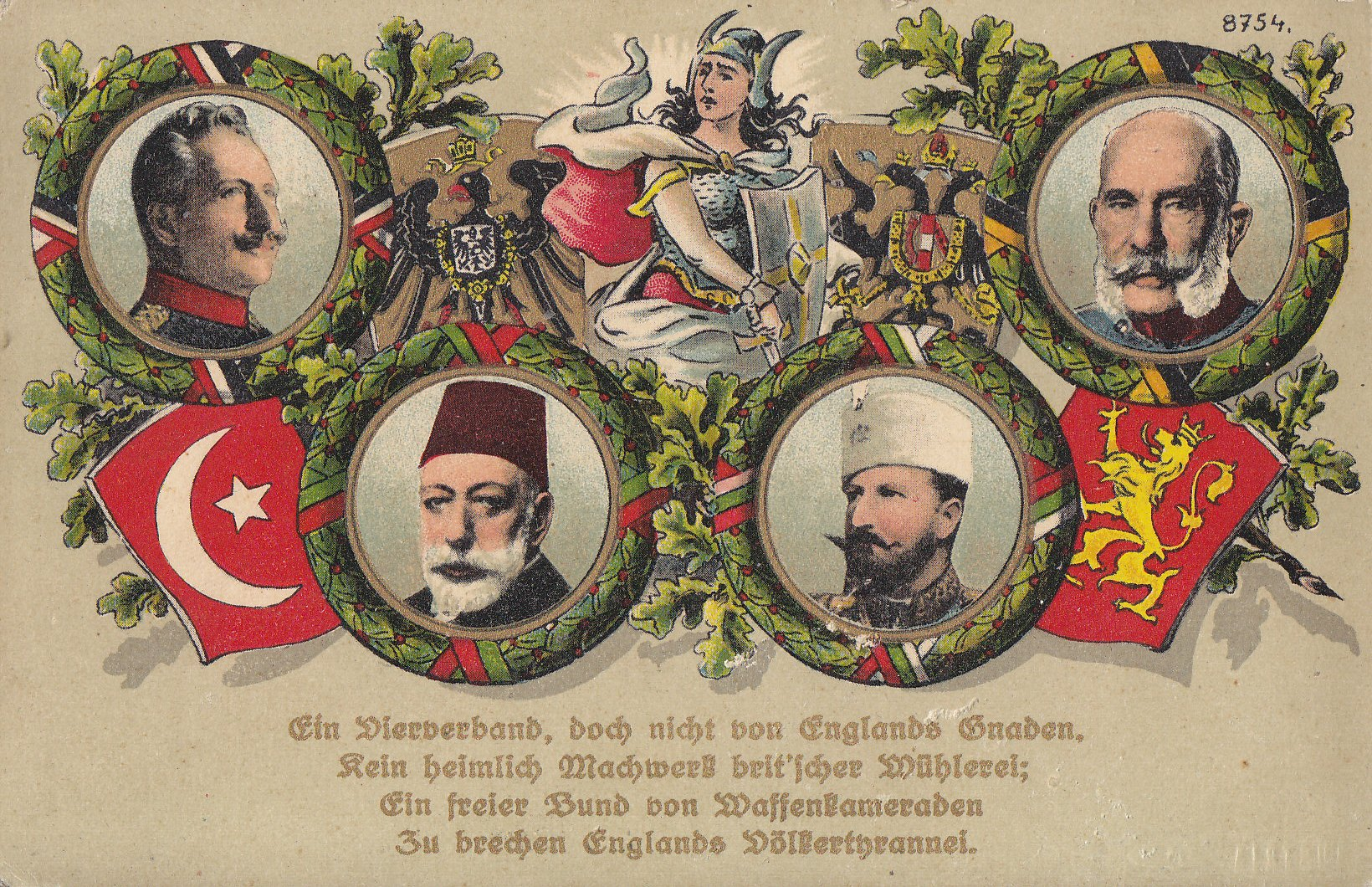
Immagine che raffigura la Triplice Alleanza allo scoppio della prima guerra mondiale con Guglielmo II, Francesco Giuseppe, Ferdinando I e Mehmet V di Turchia

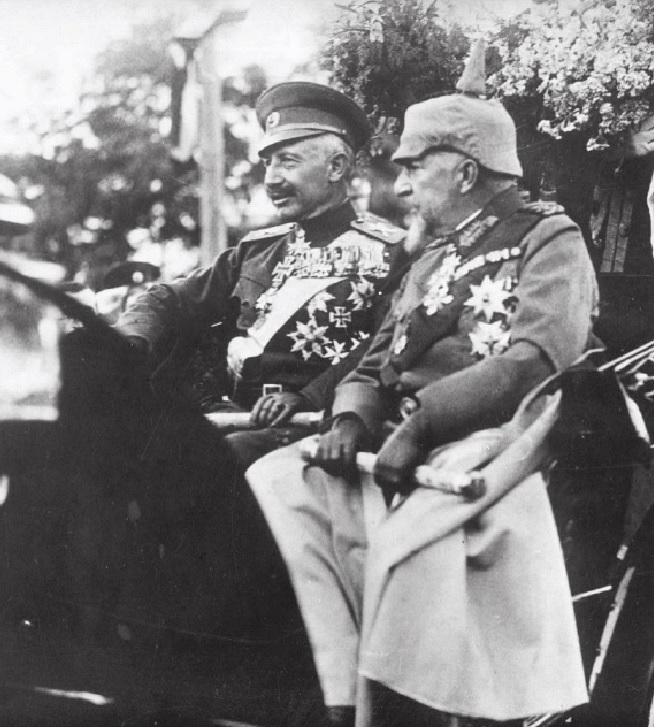
Ferdinando nel 1916 in una visita con il Kaiser Guglielmo II

L'11 ottobre 1915 l'esercito bulgaro attaccò la Serbia dopo aver siglato un trattato di alleanza con l'Impero austro-ungarico e l'Impero tedesco che stabiliva che, in caso di vittoria, la Bulgaria avrebbe ottenuto territori a spese della Serbia. Ferdinando I non era un grande ammiratore di Guglielmo II né di Francesco Giuseppe d'Austria (che egli descrisse come "quell'idiota, quel vecchio pazzo di Francesco Giuseppe"), ma voleva ottenere nuovi territori dopo l'umiliazione subita con le Guerre balcaniche. Questo lo spinse inoltre a confermare una sua alleanza con quello che sino a poco tempo prima era stato un suo nemico, ovvero l'Impero ottomano.
In un primo momento la guerra sembrò propendere per la Bulgaria e la Serbia venne sconfitta, consentendo al regno di Ferdinando di prendere possesso di gran parte della Macedonia. Per i successivi due anni, l'esercito bulgaro combatté soprattutto una guerra difensiva al fianco degli alleati in Grecia. Parte dell'esercito bulgaro venne inoltre coinvolto nella conquista della Romania nel 1916.
Nell'autunno del 1918, però, l'esercito bulgaro venne duramente colpito dalle forze nemiche in Grecia. Con l'esercito ormai al collasso, Ferdinando abdicò, per salvare il trono bulgaro dal disfacimento, in favore del figlio primogenito Boris, che divenne zar il 3 ottobre 1918. Sotto il nuovo regnante, la Bulgaria si arrese ai propri nemici e, come conseguenza, perse non solo i territori conquistati e per i quali aveva combattuto durante i principali conflitti, ma anche quei territori che aveva ottenuto dopo le guerre balcaniche e che le avevano concesso una strategica apertura verso il Mar Egeo.

### Gli anni dell'esilio e la morte

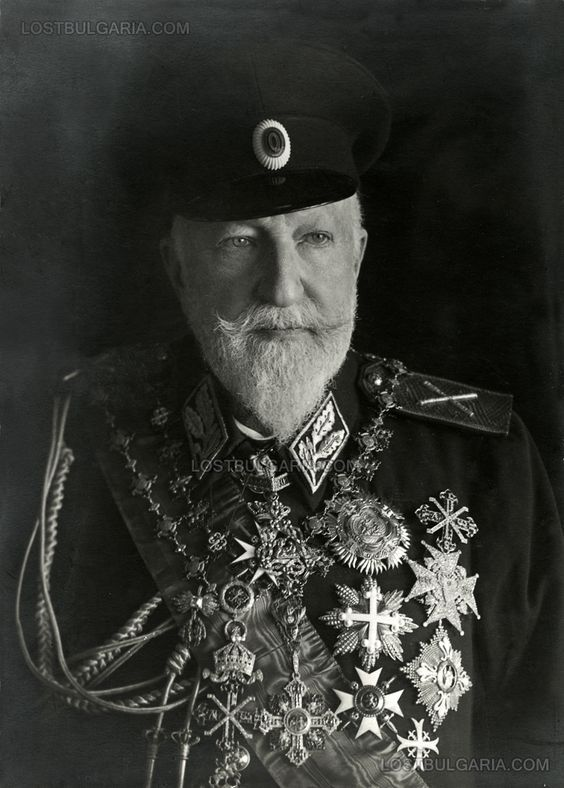
Ferdinando di Bulgaria nel 1941.

Dopo la sua abdicazione, Ferdinando tornò a vivere a Coburgo, in Germania, in maniera dignitosa per un ex sovrano. Commentò la sua situazione dicendo che "i re in esilio sono più filosofici sotto certi aspetti che gli uomini normali; ma la Nostra filosofia è principalmente il risultato di un misto tra tradizione e cultura, senza dimenticarci che l'orgoglio è un elemento importante per un monarca. Siamo disciplinati dal giorno della Nostra nascita nel pensare e nel comportarci senza dar segno delle nostre emozioni. Lo scheletro siede per sempre con noi a festa. Può voler dire assassinio, può voler dire abdicazione, ma serve sempre a ricordarci quanto siamo unici. Siamo sempre pronti e nulla ci scalfisce come catastrofe. Questa è la condizione chiave per sopportare una qualsiasi condizione di esilio spirituale o corporale con dignità. Se uno supera i suoi dispiaceri, questa è la soluzione di vita." Fu compiaciuto del fatto che il trono fosse passato a suo figlio. Trascorse gli anni d'esilio tra arte, giardinaggio, viaggi e storia naturale, che erano tra le sue più grandi passioni. Ad ogni modo, vide il collasso di tutto ciò che aveva costruito durante la sua vita.
Il suo figlio primogenito e successore Boris III morì in circostanze misteriose dopo essere ritornato in patria da una visita in Germania ove si era incontrato con Hitler nel 1943. A Boris III successe il figlio Simeone II di Bulgaria, che rimase al trono per tre anni per poi venire deposto nel 1946, ponendo fine alla monarchia bulgara. Il regno crollò e fu dichiarata la repubblica popolare bulgara, sotto la quale il suo unico figlio maschio sopravvissutogli, il principe Kiril di Bulgaria, venne giustiziato. Alla notizia della morte del figlio, Ferdinando esclamò: "Tutto attorno a me sta collassando". Morì in solitudine al Bürglaß-Schlösschen il 10 settembre 1948 a Coburgo, in Germania, culla della dinastia dei Sassonia-Coburgo e Gotha. Il suo ultimo desiderio fu quello di essere sepolto in Bulgaria, ma per ragioni politiche ciò non fu possibile ed il suo feretro venne posto nella cripta della chiesa cattolica di Sant'Agostino a Coburgo, al fianco di quello dei suoi genitori. Il 29 maggio 2024 il feretro con i resti mortali di Ferdinando I è stato riportato in patria e tumulato nella cripta del Palazzo Reale di Vrana a Sofia.

### Come botanico
Nel 1933, durante un soggiorno nell'isola di Rodi, Ferdinando I di Bulgaria, appassionato di botanica, notò una varietà di orchidea non ancora descritta e ne trasportò un esemplare all'orto botanico di Sofia. La pianta, che risultò essere una sottospecie di Ophrys speculum, fu successivamente dedicata al suo nome con la denominazione di Ophrys speculum subsp. regis-ferdinandii.

## Matrimonio e figli
Il 20 aprile 1893 Ferdinando si sposò a Lucca con la principessa Maria Luisa di Parma, figlia di Roberto I di Parma, dalla quale ebbe quattro figli:
- Boris (1894-1943); sposò Giovanna di Savoia ed ebbero figli;
- Kiril (1895-1945);
- Evdokia (1898-1985);
- Nadežda (1899-1958), sposò il duca Alberto Eugenio del Württemberg ed ebbero figli.

Maria Luisa morì tragicamente il 31 gennaio 1899 e Ferdinando non pensò a nuove nozze fin quando la morte di sua madre nel 1907 non gli portò l'obbligo di provvedere ad una nuova figura materna che educasse e crescesse i suoi figli; per questo motivo sposò la principessa Eleonora di Reuss-Köstritz il 28 febbraio 1908.

### Onorificenze bulgare

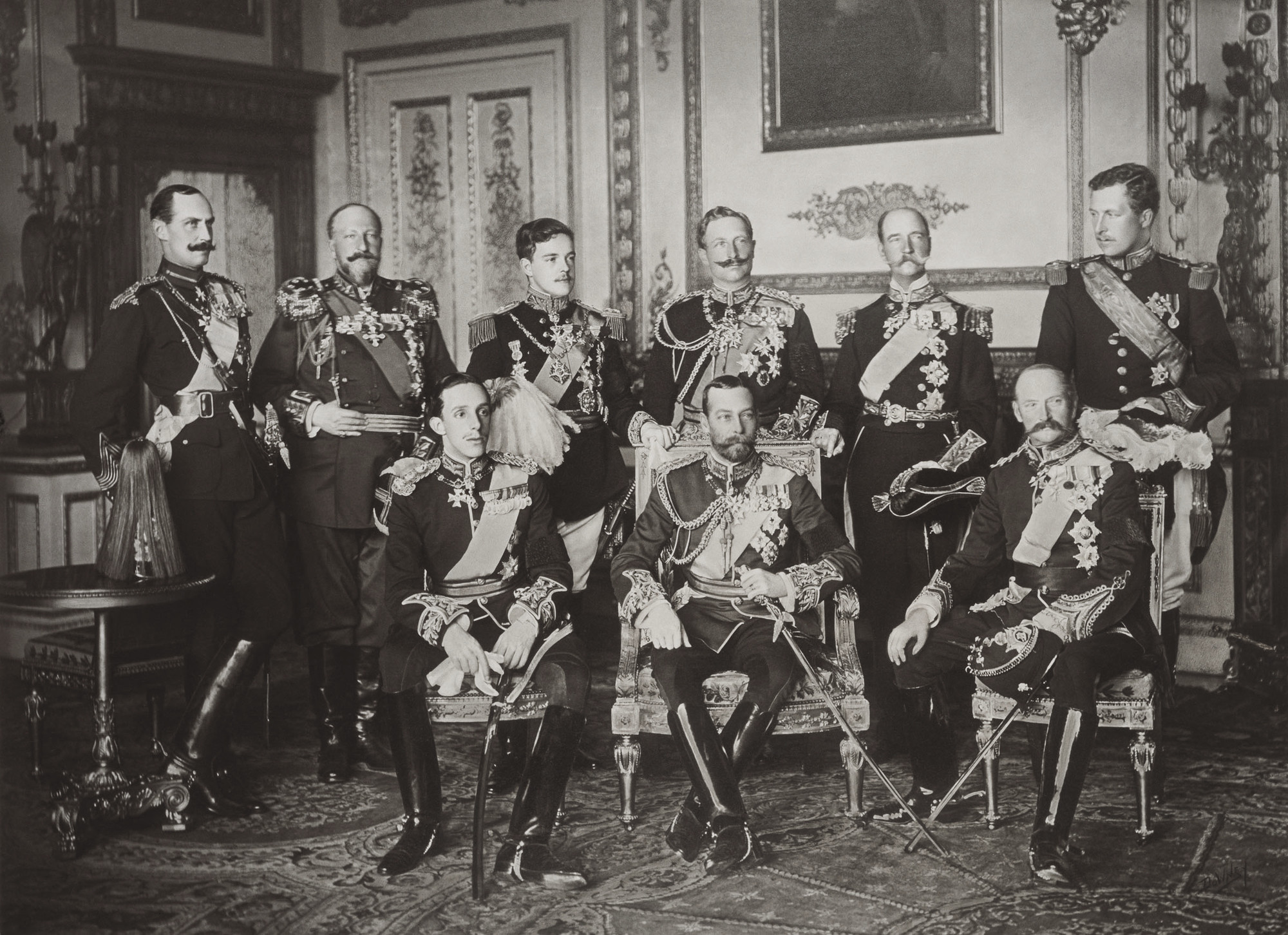
I nove sovrani a Windsor al funerale di Re Edoardo VII, fotografati il 20 maggio 1910. In piedi, da sinistra a destra: Re Haakon VII di Norvegia, Zar Ferdinando di Bulgaria, Re Manuele II del Portogallo e dell'Algarve, Kaiser Guglielmo II di Germania e Prussia, Re Giorgio I di Grecia e Re Alberto I del Belgio. Seduti, da sinistra a destra: Re Alfonso XIII di Spagna, Re Giorgio V del Regno Unito e Re Federico VIII di Danimarca.

## Ascendenza
|                                       |                                     |                                            | Genitori                                   |  |  | Nonni |  |  | Bisnonni                                        |  |  | Trisnonni                                     |  |
|                                       |                                     |                                            |                                            |  |  |       |  |  | Francesco Federico di Sassonia-Coburgo-Saalfeld |  |  | Ernesto Federico di Sassonia-Coburgo-Saalfeld |  |
|                                       |                                     |                                            |                                            |  |  |       |  |  | Francesco Federico di Sassonia-Coburgo-Saalfeld |  |  | Ernesto Federico di Sassonia-Coburgo-Saalfeld |  |
|                                       |                                     | Sofia Antonia di Brunswick-Wolfenbüttel    |                                            |  |  |       |  |  | Francesco Federico di Sassonia-Coburgo-Saalfeld |  |  |                                               |  |
| Ferdinando di Sassonia-Coburgo-Kohary |                                     |                                            |                                            |  |  |       |  |  | Francesco Federico di Sassonia-Coburgo-Saalfeld |  |  |                                               |  |
|                                       |                                     | Augusta di Reuss-Ebersdorf                 | Enrico XXIV di Reuss-Ebersdorf             |  |  |       |  |  |                                                 |  |  |                                               |  |
|                                       |                                     | Augusta di Reuss-Ebersdorf                 | Enrico XXIV di Reuss-Ebersdorf             |  |  |       |  |  |                                                 |  |  |                                               |  |
|                                       |                                     | Augusta di Reuss-Ebersdorf                 | Carolina Ernestina di Erbach-Schönberg     |  |  |       |  |  |                                                 |  |  |                                               |  |
| Augusto di Sassonia-Coburgo-Kohary    |                                     | Augusta di Reuss-Ebersdorf                 |                                            |  |  |       |  |  |                                                 |  |  |                                               |  |
|                                       |                                     | Ferenc József di Koháry                    | Ignaz Koháry de Csábrág                    |  |  |       |  |  |                                                 |  |  |                                               |  |
|                                       |                                     | Ferenc József di Koháry                    | Ignaz Koháry de Csábrág                    |  |  |       |  |  |                                                 |  |  |                                               |  |
|                                       |                                     | Ferenc József di Koháry                    | Maria Anna von Cavriani                    |  |  |       |  |  |                                                 |  |  |                                               |  |
| Maria Antonia di Koháry               |                                     | Ferenc József di Koháry                    |                                            |  |  |       |  |  |                                                 |  |  |                                               |  |
|                                       |                                     | Maria Antonia di Waldstein-Wartenberg      | Giorgio Cristiano di Waldstein-Wartenberg  |  |  |       |  |  |                                                 |  |  |                                               |  |
|                                       |                                     | Maria Antonia di Waldstein-Wartenberg      | Giorgio Cristiano di Waldstein-Wartenberg  |  |  |       |  |  |                                                 |  |  |                                               |  |
|                                       |                                     | Maria Antonia di Waldstein-Wartenberg      | Contessa Elisabeth Ulfeldt                 |  |  |       |  |  |                                                 |  |  |                                               |  |
| Ferdinando I                          |                                     | Maria Antonia di Waldstein-Wartenberg      |                                            |  |  |       |  |  |                                                 |  |  |                                               |  |
|                                       | Luigi Filippo II di Borbone-Orléans | Luigi Filippo I di Borbone-Orléans         |                                            |  |  |       |  |  |                                                 |  |  |                                               |  |
|                                       | Luigi Filippo II di Borbone-Orléans | Luigi Filippo I di Borbone-Orléans         |                                            |  |  |       |  |  |                                                 |  |  |                                               |  |
|                                       | Luigi Filippo II di Borbone-Orléans | Luisa Enrichetta di Borbone-Conti          |                                            |  |  |       |  |  |                                                 |  |  |                                               |  |
| Luigi Filippo di Francia              | Luigi Filippo II di Borbone-Orléans |                                            |                                            |  |  |       |  |  |                                                 |  |  |                                               |  |
|                                       |                                     | Luisa Maria Adelaide di Borbone-Penthièvre | Luigi Giovanni Maria di Borbone-Penthièvre |  |  |       |  |  |                                                 |  |  |                                               |  |
|                                       |                                     | Luisa Maria Adelaide di Borbone-Penthièvre | Luigi Giovanni Maria di Borbone-Penthièvre |  |  |       |  |  |                                                 |  |  |                                               |  |
|                                       |                                     | Luisa Maria Adelaide di Borbone-Penthièvre | Maria Teresa d'Este                        |  |  |       |  |  |                                                 |  |  |                                               |  |
| Clementina d'Orléans                  |                                     | Luisa Maria Adelaide di Borbone-Penthièvre |                                            |  |  |       |  |  |                                                 |  |  |                                               |  |
|                                       |                                     | Ferdinando I delle Due Sicilie             | Carlo III di Spagna                        |  |  |       |  |  |                                                 |  |  |                                               |  |
|                                       |                                     | Ferdinando I delle Due Sicilie             | Carlo III di Spagna                        |  |  |       |  |  |                                                 |  |  |                                               |  |
|                                       |                                     | Ferdinando I delle Due Sicilie             | Maria Amalia di Sassonia                   |  |  |       |  |  |                                                 |  |  |                                               |  |
| Maria Amalia di Borbone-Due Sicilie   |                                     | Ferdinando I delle Due Sicilie             |                                            |  |  |       |  |  |                                                 |  |  |                                               |  |
|                                       |                                     | Maria Carolina d'Asburgo-Lorena            | Francesco I di Lorena                      |  |  |       |  |  |                                                 |  |  |                                               |  |
|                                       |                                     | Maria Carolina d'Asburgo-Lorena            | Francesco I di Lorena                      |  |  |       |  |  |                                                 |  |  |                                               |  |
|                                       |                                     | Maria Carolina d'Asburgo-Lorena            | Maria Teresa d'Austria                     |  |  |       |  |  |                                                 |  |  |                                               |  |
|                                       |                                     | Maria Carolina d'Asburgo-Lorena            |                                            |  |  |       |  |  |                                                 |  |  |                                               |  |